# Wickie Coaster
Wickie Coaster is een stalen indoorachtbaan in het Belgische attractiepark Plopsa Indoor Hasselt.
De achtbaan is van het model Force Two van de Duitse achtbaanfabrikant Zierer en maakt gebruik van 1 trein met 10 wagons die ieder plaats bieden aan 2 personen naast elkaar. De achtbaan maakt 2 rondes tijdens de rit.

## Geschiedenis
Onder de naam Piratenbaan opende de achtbaan op 24 december 2005 in Plopsa Indoor Hasselt bij de opening van het overdekte attractiepark. De achtbaan was toen gethematiseerd naar de wereld van Piet Piraat, een figuur van Studio 100. De achtbaan is in 2013 voorzien van thema van de wereld van Wickie de Viking en kreeg het de naam Wickie Coaster. De achtbaan en het huidige thema lijkt zeer sterk op de Wickiebaan in Plopsa Indoor Coevorden.